# Serra de Meranges
La Serra de Meranges és una serra situada al municipi de Castellar de n'Hug a la comarca del Berguedà, amb una elevació màxima de 1.456 metres.